# BRIT Awards 1991
Одиннадцатая церемония вручения музыкальных наград Великобритании в области поп-музыки BRIT Awards состоялась 10 февраля 1991 года в лондонском театре Доминион.

## Номинации
| Лучший британский альбом | Лучший британский сингл                                                                               |
| --- | --- |
| - Джордж Майкл — Listen Without Prejudice Vol. 1 - Элтон Джон — Sleeping with the Past - Лиза Стэнсфилд — Real Love - Prefab Sprout — Jordan: The Comeback - The Beautiful South — Choke - Ван Моррисон — Enlightenment                                                                                           | - Depeche Mode — «Enjoy the Silence»                                                                  |
| Лучший британский видеоклип | Лучший британский продюсер                                                                            |
| - The Beautiful South — «A Little Time» - Adamski — «Killer» - The Beloved — «Hello» - Betty Boo — «Where Are You Baby?» - Билли Айдол — «Cradle of Love» - Depeche Mode — «Enjoy the Silence» - Джордж Майкл — «Freedom! '90» - Go West — «King of Wishful Thinking» - Seal — «Crazy» - The Cure — «Close to Me» | - Крис Томас - Джордж Майкл - Нелли Хупер - Пол Окенфолд и Стив Осборн - Youth                        |
| Лучшая классическая запись | Лучший саундтрек                                                                                      |
| - Зубин Мета - Джон Элиот Гардинер - Кент Нагано - Мэттью Бэст - Оливер Нассен | - Твин Пикс - Дни грома - Привидение - Красотка - Дикие сердцем                                       |
| Лучший британский исполнитель | Лучшая британская исполнительница                                                                     |
| - Элтон Джон - Джордж Майкл - Джимми Самервилл - Фил Коллинз - Роберт Смит - Ван Моррисон | - Лиза Стэнсфилд - Betty Boo - Кэрон Уилер - Дасти Спрингфилд - Элизабет Фрайзер                      |
| Лучшая британская группа | Лучший британский новый исполнитель                                                                   |
| - The Cure - Happy Mondays - Soul II Soul - Talk Talk - The Beautiful South - The Stone Roses | - Betty Boo - Beats International - Happy Mondays - The Charlatans - The La’s                         |
| Лучший международный исполнитель | Лучшая международная исполнительница                                                                  |
| - Майкл Хатченс - Джон Бон Джови - MC Hammer - Пол Саймон - Принс | - Шинейд О’Коннор - Джанет Джексон - Мадонна - Мэрайя Кэри - Нене Черри - Тина Тёрнер - Уитни Хьюстон |
| Лучшая международная группа | Лучший международный новый исполнитель                                                                |
| - INXS - The B-52s - De La Soul - Faith No More - Roxette | - MC Hammer - Deee-Lite - Maria McKee - Мэрайя Кэри - Wilson Phillips                                 |

### Выдающийся вклад в музыку
- Status Quo